# 小亚美尼亚

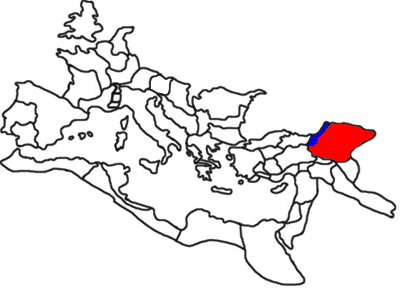
小亞美尼亞（藍）與大亞美尼亞（紅）

小亚美尼亚，是位于古亚美尼亚王国西部和西北部，曾经由亚美尼亚人占主导地位的一个地区的总称，以区别于被称为“大亚美尼亚”的古亚美尼亚王国其他区域。该地区现在是土耳其的一部分。
在亚历山大大帝死后，希腊化世界陷入一片混乱之中，两位亚美尼亚首领分别建立起自己的王国，分别被称为大亚美尼亚和小亚美尼亚。前3世纪，小亚美尼亚一度向北扩张到黑海海岸，后在前1世纪被古罗马吞并。
在其后的两千年中，亚美尼亚人一直是小亚美尼亚的主导种族，并保留了自己独特的信仰——基督教亚美尼亚教派，直到1915年奥斯曼帝国开始进行亞美尼亞種族大屠殺行动为止。